# Гарський
Гарський (рос. Гарской) — селище в Лукояновському районі Нижньогородської області Російської Федерації.
Населення становить 6 осіб. Входить до складу муніципального утворення Тольсько-Майданська сільрада.

## Історія
Від 2009 року входить до складу муніципального утворення Тольсько-Майданська сільрада.

## Населення
| 2002 | 2010 |
| ---- | ---- |
| 17   | ↘6   |